# Летние Олимпийские игры 1976
XXI летние Олимпийские игры проводились в Монреале, крупнейшем городе провинции Квебек (Канада) с 17 июля по 1 августа 1976 года.
Монреаль получил право на проведение Олимпиады на 69-й сессии МОК в 1970 году, обойдя соперников, Москву и Лос-Анджелес, которые проводили последующие игры. Это единственные летние Олимпийские игры, проведённые в Канаде, а Монреаль — второй франкоязычный город, принимающий Летние Игры, после Парижа.

## Выбор места проведения
Впервые идея проведения Олимпийских игр в Москве возникла в апреле 1969 года у Председателя Спорткомитета СССР Сергея Павлова и была поддержана советским правительством. На право проведения Олимпиады 1976 года претендовали Лос-Анджелес, Москва и Монреаль. Где именно пройдут игры, решал Международный олимпийский комитет, заседание которого проходило 12 мая 1970 года в Амстердаме.
Фаворитами считались Москва и Лос-Анджелес. Даже мэр Монреаля Жан Драпо признавал, что у Монреаля мало шансов против Москвы.
И действительно, в первом раунде Москва лидировала с 28 голосами против 25 за Монреаль и 17 за Лос-Анджелес, однако это не давало требуемого большинства.
В СССР были настолько уверены в победе, что преждевременно выпустили заявление ТАСС за два часа до объявления окончательного решения. Однако вскоре оно было отозвано.
Во втором раунде Лос-Анджелес не участвовал, и практически все члены МОК, голосовавшие за него, отдали свои голоса за Монреаль, который получил 41 голос против тех же 28 у Москвы, один голос не был учтён. После объявления результатов заявление советской стороны, распространённое через ТАСС, гласило, что выбор Монреаля противоречит логике и здравому смыслу, что это удар по олимпийскому движению и его идеям и что члены комитета руководствовались личными политическими симпатиями и антипатиями, а не принципами расширения и укрепления олимпийского движения.
Мэр Лос-Анджелеса заявил, что они стали жертвами холодной войны, что комитет очевидно не хотел принимать ту или иную сторону между США и СССР и выбрал наиболее простой путь решения проблемы.
Таким образом, выбор канадского города был сделан из-за опасений вызвать негативную реакцию в результате разногласий между сверхдержавами. Эти опасения подтвердились в ходе последующих Олимпиад — Игры в Москве и Лос-Анджелесе были бойкотированы соответственно Западными странами и государствами социалистического лагеря.

## Участвовавшие страны
- Австралия
- Австрия
- Андорра
- Аргентина
- Багамские Острова
- Барбадос
- Белиз
- Бельгия
- Бермуды
- Болгария
- Боливия
- Бразилия
- Великобритания
- Венгрия
- Венесуэла
- Американские Виргинские Острова
- Гаити
- Гватемала
- ГДР
- Гонконг
- Греция
- Дания
- Доминиканская Республика
- Израиль
- Индия
- Индонезия
- Иран
- Ирландия
- Исландия
- Испания
- Италия
- Каймановы острова
- Кампучия
- Канада
- КНДР
- Колумбия
- Коста-Рика
- Кот-д’Ивуар
- Куба
- Кувейт
- Лихтенштейн
- Люксембург
- Малайзия
- Мексика
- Монголия
- Непал
- Нидерландские Антильские острова
- Нидерланды
- Никарагуа
- Новая Зеландия
- Норвегия
- Пакистан
- Панама
- Папуа — Новая Гвинея
- Парагвай
- Перу
- Польша
- Португалия
- Пуэрто-Рико
- Республика Корея
- Румыния
- Сан-Марино
- Саудовская Аравия
- Сенегал
- Сингапур
- СССР
- Суринам
- США
- Таиланд
- Тринидад и Тобаго
- Турция
- Уругвай
- Фиджи
- Филиппины
- Финляндия
- Франция
- ФРГ
- Чехословакия
- Чили
- Швейцария
- Швеция
- Эквадор
- Югославия
- Ямайка
- Япония

## Бойкот
Олимпиаду бойкотировали африканские страны, протестуя против недавнего матча южноафриканской и новозеландской сборной по регби в Новой Зеландии.
- Алжир
- Верхняя Вольта
- Египет
- Габон
- Гайана
- Гамбия
- Гана
- Заир
- Замбия
- Ирак
- Камерун
- Кения
- Лесото
- Ливия
- Мадагаскар
- Малави
- Мали
- Марокко
- Нигер
- Нигерия
- Эсватини
- Судан
- Танзания
- Того
- Тунис
- Уганда
- ЦАР
- Чад
- Эфиопия

Заир не участвовал в Олимпиаде не по политическим, а по финансовым причинам.

## Медали
Монреальская Олимпиада стала триумфом для социалистических стран, из десятки государств с наибольшим числом золотых медалей семь были из соцблока, причём первые два места заняли СССР и ГДР, последняя опередила своего западного соседа в 4 раза. Примечательно, что хозяева-канадцы не завоевали ни единой золотой медали, на их счету было 5 серебряных и 6 бронзовых медалей.
| Место | Страна   | Золото | Серебро | Бронза | Всего |
| 1     | СССР     | 49     | 41      | 35     | 125   |
| 2     | ГДР      | 40     | 25      | 25     | 90    |
| 3     | США      | 34     | 35      | 25     | 94    |
| 4     | ФРГ      | 10     | 12      | 17     | 39    |
| 5     | Япония   | 9      | 6       | 10     | 25    |
| 6     | Польша   | 7      | 6       | 13     | 26    |
| 7     | Болгария | 6      | 9       | 7      | 22    |
| 8     | Куба     | 6      | 4       | 3      | 13    |
| 9     | Румыния  | 4      | 9       | 14     | 27    |
| 10    | Венгрия  | 4      | 5       | 13     | 22    |

## Факты
- Для того, чтобы передать эстафету олимпийского огня из Европы в Америку, часть энергии пламени была уловлена сенсором, преобразована в радиосигнал, который через спутник был отправлен в Оттаву[10][11], где инициировал поджигание нового факела при помощи лазерного луча, и эстафета продолжилась[12][13].
- Олимпиаду открывала Королева Елизавета II как глава Канады, при этом вся королевская семья присутствовала на церемонии открытия.
- Принцесса Анна — дочь Елизаветы II — выступала в соревнованиях по конному спорту на этой Олимпиаде.
- Башня Олимпийского стадиона является самым высоким наклонным сооружением в мире.
- Канада не выиграла ни одной золотой медали на этой Олимпиаде (5 серебряных и 6 бронзовых). Это был первый и единственный раз, когда хозяева турнира не получили главных наград[14].
- Монреальская Олимпиада вплоть до проведения Олимпийских игр в Пекине в 2008 году являлась самой дорогостоящей в истории — она стоила 5 миллиардов долларов (что эквивалентно 20 миллиардам в 2006 году). Город расплачивался за олимпийские долги вплоть до 2006 года.
- Борис Онищенко, член сборной Советского Союза по пятиборью, был дисквалифицирован после того, как выяснилось, что в его шпагу было встроено устройство, позволяющее регистрировать укол противника даже тогда, когда укола не было. Из-за этого вся советская сборная по современному пятиборью была дисквалифицирована.

## Олимпиада в филателии
- Почтовые марки СССР, 1976 год
- Баскетбол
- Борьба
- Гребля
- Метание диска
- Стрельба
- Почтовый блок СССР 1976 г. XXI летние Олимпийские игры.